# 愛媛県出身の人物一覧
愛媛県出身の人物一覧（えひめけんしゅっしんのじんぶついちらん）は、愛媛県出身の人物の一覧表である。

## 公人

### 政治家
- 石井智恵  (衆議院議員) ：松山市
- 井上要 （元衆議院議員、伊予鉄道社長）：大洲市
- 井原巧（元衆議院議員）：伊予三島市（現・四国中央市）
- 今松治郎[1]（元総理府総務長官）：北宇和郡二名村（現・宇和島市）
- 大空幸星（衆議院議員）
- 大本貞太郎（元衆議院議員）
- 押川方義（元衆議院議員、東北学院創設者、押川春浪・清の父）：伊予国（愛媛県）松山（現・松山市）
- 越智伊平（元建設大臣）：越智郡玉川町（現・今治市）
- 菊川忠雄（元衆議院議員）：越智郡波方村（現・今治市）
- 工藤干城（自由民権家、衆議院議員）：伊予国新居郡中野村（現・西条市）
- 河野忠康（久万高原町長、元愛媛県議会議員）：上浮穴郡久万高原町
- 塩崎潤（元経済企画庁長官、元総務庁長官）：松山市
- 塩崎恭久（元内閣官房長官）：松山市。父は塩崎潤、息子は塩崎彰久。
- 塩崎彰久（衆議院議員、弁護士）：松山市。父は塩崎恭久。
- 勝田主計（元大蔵大臣）：松山市
- 白石洋一（衆議院議員）：今治市出身、出生は大阪府布施市（現・東大阪市）
- 砂田重政（元防衛庁長官）：今治市
- 関谷勝嗣（元郵政大臣、元建設大臣）：松山市
- 仙波太郎（元陸軍軍人、元衆議院議員）：伊予国久米郡福音寺村（現・松山市）
- 仙波敏郎（元愛媛県警警察官、元鹿児島県阿久根市副市長）：松山市
- 高畠亀太郎（元宇和島市長）：宇和島市
- 武知勇記（元郵政大臣）：伊予郡南伊予村（現・伊予市）
- 太宰孫九（元衆議院議員）：北宇和郡二名村（現・宇和島市）
- 東条貞（元参議院議員）：松山市
- 永江孝子（参議院議員、元南海放送アナウンサー）：松山市
- 西田司（国土庁長官、自治大臣等を歴任）：喜多郡長浜町（現・大洲市）
- 野志克仁（松山市長、元南海放送アナウンサー）：松山市
- 秦豊（元参議院議員）：西条市
- 檜垣徳太郎（元郵政大臣）：松山市
- 古谷久綱（元衆議院議員）：東宇和郡明間村（現・西予市）
- 堀本宜実（元参議院議員）：北条市（現・松山市）
- 增原惠吉（警察予備隊本部長官、防衛庁長官等を歴任）
- 三浦安（武士、紀州藩士、元政治家）
- 村上誠一郎（元内閣府特命担当大臣）：越智郡宮窪町（現・今治市）
- 森清（自由民主党元衆議院議員）：新居浜市
- 森恒太郎（元愛媛県会議員、元余土村長、元道後湯之町）：伊予国伊予郡西余戸村（現・松山市）
- 森夏枝（日本維新の会所属の元衆議院議員。京都維新の会前代表）：西条市
- 安平鹿一 （元衆議院議員）：温泉郡荏原村（現・松山市）
- 山村豊次郎（元衆議院議員（立憲政友会）、元宇和島市長）：宇和島市
- 山本まさの（立憲民主党所属の埼玉県議会議員）：南宇和郡愛南町
- 米田吉盛（元衆議院議員、神奈川大学創設者）：喜多郡満穂村（現・内子町）

・兵頭正懿（千葉県知事）：喜多郡新谷

### 政治活動家
- 高田がん（政治運動家）：八幡浜市

### 軍人・自衛官
- 秋山真之（海軍中将）：伊予国松山（現・松山市）
- 秋山好古（陸軍軍人）：伊予国松山（現・松山市）
- 井上仁郎（陸軍軍人）：伊予国喜多郡新谷（現・大洲市）
- 大黒繁男（海軍軍人）：宇摩郡川滝村（現・四国中央市）
- 門屋義廣（1等空佐、パイロット）
- 川島義之（陸軍軍人）
- 佐伯精司（海将、潜水艦隊司令官）
- 櫻井忠温（陸軍軍人）：松山市
- 佐々木到一（陸軍軍人）：松山市
- 佐薙毅（航空幕僚長）：新居浜市
- 重松惠三（陸将、西部方面総監）：今治市
- 白川義則（陸軍大将）
- 関行男（海軍中佐）：新居郡大町村（現・西条市）
- 仙波太郎（陸軍中将）：久米郡福音寺村（現・松山市）
- 武田斐三郎（陸軍大佐）：伊予国喜多郡（現・大洲市）
- 羽藤一志（海軍二等飛行兵曹）：越智郡玉川町(現・今治市)
- 水野廣徳（海軍大佐）：松山市
- 三好秀男（陸上幕僚長）
- 矢野一樹（海将、潜水艦隊司令官）
- 山路一善（海軍中将）：松山市
- 渡部悦和（陸将、東部方面総監）

### 官僚等
- 魚本藤吉郎（在ソビエト連邦特命全権大使）：八幡浜市
- 大西証史（内閣総務官、内閣人事局人事政策統括官）：松山市
- 岡本薫明（財務事務次官、財務省主計局長、財務省大臣官房長）：新居浜市
- 佐伯修司（独立行政法人統計センター理事長、総務省統計局統計高度利用特別研究官、同統計局長、同統計研究研修所長）：丹原町[2]
- 清水一郎（国土交通官僚、第16代伊予鉄道社長）：松山市
- 十河信二（運輸官僚、第4代日本国有鉄道総裁）：新居郡中村（現・新居浜市）
- 高村裕平（国土交通省国土地理院長）[3]
- 田中誠二（厚生労働省職業安定局長）：新居浜市
- 田和宏（第12代内閣府事務次官、内閣府審議官、内閣府政策統括官（経済社会システム担当）、内閣府政策統括官（経済財政分析担当）、内閣府大臣官房総括審議官）：松山市
- 築山信彦（第17代衆議院事務総長）[4]
- 津野修（大蔵官僚、第59代内閣法制局長官、最高裁判所裁判官）
- 長橋和久（国土交通省不動産・建設経済局長）
- 西村保吉（内務・朝鮮総督府官僚、官選第21代島根県知事）：宇和島市
- 二宮清治（デジタル庁統括官〈省庁業務サービスグループ長〉、総務省総合通信基盤局長）：八幡浜市
- 樋口建史（第89代警視総監）
- 渡辺修（第29代通商産業事務次官、第10代日本貿易振興機構理事長、石油資源開発代表取締役会長）：新居浜市

### 法曹
- 宇都宮健児（弁護士、元日本弁護士連合会会長）：東宇和郡高山村（現・西予市）
- 児島惟謙（司法官、大審院長）：伊予国宇和郡宇和島（現・宇和島市）
- 松本正雄（最高裁判所裁判官、日本弁護士連合会副会長）
- 三瀬顕（弁護士）：大洲市
- 三井環（元大阪高等検察庁公安部長）：新居郡角野町（現・新居浜市)

## 実業家
- 油屋熊八（別府観光の父）：伊予国宇和島城下（現・宇和島市）
- 有明一夫（エヌ・アイ・エフSMBCベンチャーズ代表取締役社長）：新居浜市
- 井川伊勢吉（大王製紙設立）：宇摩郡三島町（現・四国中央市）
- 井関清（ハウスメイト創業者、日本賃貸住宅管理協会会長、関東愛媛県人会会長）：大洲市
- 市川憲和（デジタル・インフォメーション・テクノロジー創業者・名誉会長）：大洲市
- 今西林三郎（阪神電気鉄道第3代代表取締役、大阪商工会議所第9代会頭）：宇和島市
- 浮川和宣（ジャストシステム創業者、MetaMoJi創業者、元日本パーソナルコンピューターソフトウェア協会会長）：新居浜市
- 臼井興胤（コメダ社長、セガ社長、日本マクドナルドCOO）：松山市
- 大塚万丈（日本特殊鋼管社長、経済同友会代表幹事）
- 大空幸星（NPO法人あなたのいばしょ理事長）：松山市
- 勝田銀次郎（海運業、神戸市長）：松山市
- 川上量生（株式会社KADOKAWA取締役、株式会社カラー取締役、株式会社バーチャルキャスト取締役会長、他）
- 菊池誠晃（デジタルプラス創業者・社長）：八幡浜市
- 工藤治夫（元サンスター社長）：西条市
- 車谷暢昭（ 東芝代表執行役社長CEO）: 新居浜市
- 小林信近（第五十二国立銀行（現伊予銀行）、伊予鉄道設立）：伊予国松山(現・松山市)
- 佐伯勇（近畿日本鉄道第7代社長→会長、近鉄バファローズ初代オーナー）：周桑郡丹原町（現・西条市）
- 佐谷宣昭（パイプドHD創業者・社長兼グループCEO）：今治市
- 白石義明（元禄産業創業者）：四国中央市
- 高須賀宣（サイボウズ創業者）：松山市
- 高畑誠一（日商（現双日）創業者）：喜多郡内子町
- 高橋龍太郎（「日本のビール王」、高橋ユニオンズオーナー）：喜多郡内子村（現・内子町）
- 高原慶一朗（ユニ・チャーム創業者・初代社長、元日本経団連評議員会副議長）：川之江市（現・四国中央市）
- 高原豪久（ユニ・チャーム第2代社長、日本の富豪ランキング5位）：川之江市（現・四国中央市）
- 田坂輝敬（新日本製鐵社長）：今治市
- 坪内寿夫（「再建王」）：伊予郡松前町
- 土居通夫（京阪電気鉄道第2代社長、大阪商工会議所第7代会頭）：宇和島市
- 長榮周作（パナソニック特別顧問）：松山市
- 永易克典（元三菱東京UFJ銀行頭取、元全国銀行協会会長）：新居浜市
- 新田長次郎（実業家、松山高等商業学校（現松山大学）創設）：伊予国温泉郡山西村（現・松山市）
- 波頭亮（経営コンサルティング会社社長、経済評論家）：今治市
- 日野洋一（鉄人化計画創業者・元社長、東京ニューシティ管弦楽団理事長）
- 正岡道一（セシール創業者）：上浮穴郡弘形村（現・久万高原町[5]）
- 松尾省三　(biid株式会社　大阪北港マリーナ　アイランドイン小豆島　ちょっとヨットビーチマリーナ江ノ島　代表取締役)：新居浜市
- 松木幹一郎（台湾電力元社長（昭和5年）、台湾の電力の父、日月潭の開発、関東大震災後は帝都復興院副総裁（総裁は後藤新平）：周桑郡楠河村（現・西条市）
- 松根宗一（後楽園スタヂアム会長、電気事業連合会副会長）：北宇和郡宇和島町（現・宇和島市）
- 真鍋八千代（弁護士、後楽園スタヂアム社長、日本ボクシングコミッションコミッショナー、他）：宇摩郡土居町（現・四国中央市）
- 真鍋賢行（エコールソフトウェア創業者）：松山市
- 山口一彦（ベルグアース創業者・社長、元日本野菜育苗研修会会長）：北宇和郡津島町（現・宇和島市）
- 山下亀三郎（海運業）：伊予国宇和郡喜佐方村（現・宇和島市吉田町）
- 山下芳太郎（元住友合資会社理事）
- 山中義貞（愛媛新聞、南海放送社長）

## 文化人

### 学者・大学教授
- 青野勝広（元松山大学長、経済学博士）
- 青野壽郎（東京教育大学名誉教授、地理学者）
- 安倍能成（学習院院長、文部大臣、哲学者）
- 安西徹雄（上智大学名誉教授、英文学者）
- 安藤正楽（元愛媛県会議員、歴史学者、画家）：宇摩郡土居町（現・四国中央市）
- 石川博行（大阪市立大学教授、経営学者）
- 一色浩一郎（カリフォルニア州立大学教授、情報工学博士（UCLA）、経営学者）
- 岩村昇（神戸大学医学部教授）
- 江頭進（小樽商科大学教授、京都大学博士（経済学）、経済学者）
- 大石慎三郎（学習院大学名誉教授、近世日本史学）
- 大政謙次（東京大学教授・大学院農学生命科学研究科）
- 小川尚義（台北帝国大学教授、台湾語研究者）
- 小川正孝（東北帝国大学総長、化学者）
- 奥島孝康（元早稲田大学総長）
- 片上伸（早稲田大学教授、文芸評論家）
- 桂芳男（神戸大学名誉教授、経済学博士（神戸大学）、経営学者・経営史）
- 河上正二（東京大学教授、民法学者）
- 簡野道明（漢学者）
- 忽那憲治（神戸大学大学院経営学研究科教授、博士（商学）、経営学者）
- 工藤真由美（大阪大学大学院教授、言語学者）
- 倉田博基（京都大学名誉教授、化学者）
- 桑原一司（民間学者）
- 佐伯矩（医学博士、栄養学創始者）
- 佐伯仁志（東京大学大学院教授・刑法学者）
- 坂井修一（東京大学大学院情報理工学系研究科教授）
- 作道洋太郎（大阪大学名誉教授、経営学者・経営史）
- 桜内文城（新潟大学准教授）
- 佐々木利廣（京都産業大学教授、経営学者）
- 潮見佳男（京都大学大学院教授・民法学者）
- 嶋矢貴之（神戸大学大学院准教授・刑法学者）
- 武田斐三郎（蘭学者。五稜郭設計）
- 徳田元（東京大学名誉教授、元盛岡大学学長）
- 中野好夫（東京大学・中央大学教授、英文学者・評論家）
- 中村修二（カリフォルニア大学サンタバーバラ校教授・電子工学者）
- 難波江通泰（東洋哲学者）
- 早川幸男（元名古屋大学学長、名古屋大学名誉教授、元京都大学教授・宇宙物理学者）
- 藤田達生（日本史学者、三重大学教授）
- 藤田光孝（物理学者、ナノグラフェン研究、筑波大学）
- 保城広至（東京大学教授、国際政治学者）
- 穂積陳重（東京帝国大学法学部長・枢密院議長・民法起草者・民法学者）
- 穂積八束（東京帝国大学法科大学長・日本大学創立者の一人・憲法学者）
- 桝井省志（映画プロデューサー、東京藝術大学大学院映像研究科映画専攻教授）
- 松沢哲郎（京都大学霊長類研究所所長）
- 真鍋嘉一郎（東京帝国大学医学部教授）
- 真鍋淑郎（プリンストン大学研究員。元プリンストン大学教授・気象学者）
- 藻利重隆（一橋大学名誉教授、商学博士、経営学者）
- 森本三義（松山大学長兼理事長）
- 矢内原忠雄（東京大学総長・経済学者）
- 矢野達雄（愛媛大学名誉教授、法史学者）
- 山岡均（九州大学助手・天文学者）
- 渡辺弘之（京都大学名誉教授、森林生態学者）
- 和田茂樹（愛媛大学名誉教授、松山市立子規記念博物館初代館長、国文学者）

### 教育者
- 大熊良樹（社会教育家）：松山市
- 冲永荘兵衛（教育者、帝京大学グループ創始者）：喜多郡長浜町（現・大洲市）
- 山路一遊（愛媛県師範学校長）:松山市

### 研究家
- 二宮忠八（航空機研究家）：伊予国宇和郡八幡浜浦矢野町（現・愛媛県八幡浜市矢野町）
- 福岡正信（自然農法家）：伊予郡南山崎村（現・伊予市）

### 評論家
- 岩浪洋三（ジャズ評論家、元尚美学園大学大学院芸術情報研究科・音楽表現専攻客員教授）： 松山市

### パイロット
- 兵頭精（女性パイロット）北宇和郡好藤村東仲（現・鬼北町）

### 医療
- 笠陽一郎（精神科医）：松山市
- 細川一（医師、新日本窒素肥料株式会社（後のチッソ株式会社）水俣工場附属病院長）：西宇和郡三瓶村（現・西予市）

### 写真家
- 白川義員 ：宇摩郡金生村（現・四国中央市）
- 荒木則行 ：新居浜市

### 建築家
- 丹下健三：今治市（出生は大阪府堺市）
- 松村正恒：大洲市
- 村上徹：今治市

### 鍛冶
- 白鷹幸伯（鍛冶）：松山市

### 刀匠
- 高橋貞次（刀匠）

### 探検家
- 河野兵市（冒険家）：西宇和郡瀬戸町（現伊方町)
- 和田重次郎 - 探検家：西条市小松町

### コレクター
- 若藤昌男（キャラクター玩具コレクター・ラジオパーソナリティー）：

### 料理家
- 平野寿将（料理家）：松山市

### 作家
- 朝霧カフカ
- 雨宮諒
- 石川喬司：伊予三島市（現・四国中央市）
- 石持浅海
- 宇佐美まこと：松山市
- 大江健三郎：喜多郡大瀬村（現・内子町）
- 岡山典弘：松山市
- 押川春浪：松山市
- 片山恭一：宇和島市
- 川上宗薫：東宇和郡宇和町（現・西予市）
- 城戸久枝：伊予市
- 久保喬：宇和島市
- 黒川博行：今治市
- 酒井直行：宇和島市
- 坂本康宏
- 敷村良子：松山市
- 白石拓：新居浜市
- 末広鉄腸：宇和島市
- 図子慧
- 洲之内徹：松山市
- 丹下健太
- 天童荒太：松山市
- 伴野朗：松山市
- 華城文子
- 早坂暁：温泉郡中島町（現・松山市）
- 古田足日：川之江町（現・四国中央市）
- 星田三平：松山市
- 松井計：神奈川県横浜市神奈川区生まれ、八幡浜市出身
- 松浦理英子：松山市
- 松野正子
- 素九鬼子：西条市
- 矢野徹：松山市
- 吉村萬壱：松山市
- 高瀬隼子：新居浜市

### 劇作家・脚本家
- 伊丹万作：松山市
- 鴻上尚史：新居浜市
- 酒井直行：宇和島市
- 砂田量爾：今治市
- 早坂暁 ：温泉郡中島町（現・松山市）
- 福田卓郎：四国中央市
- 矢内原美邦：今治市

### 映画監督
- 青野暉：宇和島市
- 猪崎宣昭
- 伊丹万作：松山市
- 伊藤大輔：北宇和郡宇和島町（現・宇和島市）
- 岩城一平：伊予郡砥部町
- 大森研一：伊予郡砥部町
- 黒田義之：松山市
- 佐伯清：松山市
- 冨永昌敬：喜多郡内子町
- 森一生：松山市

### 宗教家・僧侶
- 対本宗訓（禅僧、医師）
- 御木徳一（ひとのみち教団初代教祖）
- 御木徳近（御木徳一の長男。ひとのみち教団第2代教祖）
- 森寛紹(高野山真言宗管長)：重信町
- 木野戸勝隆（神宮少宮司）：大洲市

### 落語家
- 入船亭遊京：松山市
- 桂三幸
- 林家きく姫：松山市
- 林家源平：北宇和郡三間町（現・宇和島市）
- 林家染太：松山市
- 柳家勧之助：八幡浜市

### 棋士
- 黒田尭之（将棋棋士）：松山市
- 東野弘昭（囲碁棋士）
- 森信雄（将棋棋士）：伊予三島市（現・四国中央市）
- 山根ことみ（将棋女流棋士）：松山市

### 雀士
- 宮内こずえ（競技麻雀のプロ雀士）： 松山市

### 俳人・詩人・歌人
- 五百木飄亭：温泉郡小坂村（現・松山市日の出町）
- 石田波郷：温泉郡垣生村（現・松山市)
- 今井つる女：松山市
- 河東碧梧桐：伊予国温泉郡千船町（現・松山市千舟町）
- 坂井修一：松山市
- 寒川鼠骨：松山市
- 篠原梵：伊予郡南伊予村（現・伊予市）
- 芝不器男：北宇和郡明治村（現・松野町）
- 高橋新吉：西宇和郡伊方町
- 高浜虚子：温泉郡長町新町（現・松山市湊町)
- 坪内稔典：西宇和郡町見村九町（現・伊方町）
- 塔和子：東宇和郡明浜町（現・西予市）
- 富沢赤黄男：西宇和郡川之石村（現・八幡浜市保内町)
- 内藤鳴雪
- 中野逍遙：宇和島賀古町（現・宇和島市）
- 夏井いつき：南宇和郡内海村（現・愛南町）
- 野村朱鱗洞：温泉郡素鵞村（現・松山市小坂町)
- 深川正一郎：宇摩郡上山村（現・四国中央市）
- 正岡子規：温泉郡藤原新町（現・松山市)
- 宮中雲子：西宇和郡三瓶町（現・西予市）
- 村上霽月：伊予郡西垣生村（現・松山市）
- 森田雷死久：伊予郡西高柳村（現・松前町）
- 柳原極堂：温泉郡北京町（現在の松山市二番町）
- 山上次郎：宇摩郡土居町(現・四国中央市)

## 芸術

### 音楽家
- 斉田正子（ソプラノ歌手）：松山市
- 曽我部清典（トランペット奏者）：宇摩郡土居町（現・四国中央市）
- 谷中優（作曲家/金沢星稜大学教授）
- 中村仁樹（蓮-REN-、斬月-zangetsu-、尺八奏者）：宇和島市
- 宮本益光（声楽家/バリトン、オペラ歌手、合唱指揮者）：八幡浜市

### 作詞家・作曲家
- 大和田建樹：宇和島市
- 中野忠晴：大洲市
- 松本達哉：松山市
- 宮中雲子：三瓶町（現・西予市）

### 書家
- 紫舟：川之江市（現・四国中央市）
- 三輪田米山：松山市
- 村上三島：今治市大三島

### 陶芸家
- 槇江山：伊予市

### 古典芸能
- 川崎九淵（能楽師）：温泉郡魚町（現・松山市本町近辺)
- 扇崎秀薗（地唄舞・日本舞踊家元）：今治市
- 宝生弥一（能楽師）

### 振付師
- 扇崎秀薗： 今治市
- 土居甫：北宇和郡津島町（現・宇和島市）

### 画家
- 畦地梅太郎（版画家）：宇和島市（旧北宇和郡二名村）
- 大野雄山：喜多郡内子町
- 河本一男 : 松山市
- 高畠華宵：宇和島市
- 智内兄助：今治市（旧越智郡波方町）
- 野間仁根：今治市（旧越智郡吉海町）
- 柳瀬正夢：松山市

### イラストレーター・絵本作家
- カナヘイ：宇和島市吉田町
- 茂本ヒデキチ：松山市
- 杉浦非水：松山市
- 空山基：今治市
- 土居孝幸：宇和島市
- 真鍋博：新居浜市（旧宇摩郡別子山村）
- MAYA MAXX：今治市
- MOGRA（タケダヒデユキ）：伊予市

### 漫画家
- 青木琴美：松山市
- 朝霧カフカ
- 池田暁子
- 太田多門
- 加地君也
- 樫の木ちゃん
- 樫本学ヴ：宇和町(現西予市)
- 梶原あや
- 河島正
- 衣谷遊
- 木村太彦
- 後藤ユタカ
- 小林有吾
- 竿尾悟
- ささだあすか
- THE SEIJI
- 椎名あゆみ
- 篠原とおる
- 芝城太郎
- 白石ユキ
- 白凪マサ
- すえみつぢっか
- 杉作J太郎
- 鈴木ツタ
- 鈴見敦
- 清家ミドリ
- 高岡凡太郎
- 高須賀由枝
- 高田康太郎
- 武内こずえ
- 谷岡ヤスジ
- 富永ゆかり
- 中崎タツヤ
- 西野りんご
- 能田達規
- 花田陵
- 東屋めめ
- 藤井克己
- 文月今日子
- 松本久志
- 真斗
- 村上和彦
- 目黒三吉
- もぐら
- 森生まさみ
- 森まりも
- 八木ちあき：松山市、元漫画家。
- 矢代まさこ
- 安永圭
- 山口舞子
- ゆきみ
- 柚木N'
- 渡辺静
- 和田ラヂヲ

### アニメーション制作
- 明比正行（アニメ演出家）
- いわみみか。（色彩設定）：今治市
- うつのみや理（アニメーター）：松山市
- 馬越嘉彦（アニメーター）：今治市(旧越智郡伯方町)
- 香川久（アニメーター）
- 賀川愛（アニメーター）
- 楠葉宏三（アニメーション監督）：宇和島市
- 近藤勝也（アニメーター）：新居浜市
- 森木靖泰（メカニックデザイナー）：松山市

### ゲームクリエーター
- 岡本吉起（ゲームクリエイター）：南宇和郡一本松町（現・愛南町）

## 芸能人

### アイドル
- 愛川ゆず季：新居浜市
- AiCune
- 愛葉るび
- 青田典子（元C.C.ガールズ）：松山市
- 亜桜ゆぅき
- 杏野ヒナナ：新居浜市
- 愛の葉Girls
- 叶美香（叶姉妹）：西条市(旧東予市)
- 草彅剛（元SMAP）：三瓶町（現西予市）生まれ、埼玉県春日部市育ち
- 栗田航兵（OCTPATH）
- 近野成美（元フルーツポンチ）：新居浜市
- 塩見きら（神宿）：松山市
- 武田雛歩（たけやま3.5）
- 谷本安衣：松山市
- 長月翠（ラストアイドル）
- nanoRider
- 原田真緒：松山市
- ひめキュンフルーツ缶
- FRUITPOCHETTE
- 美甘子：今治市

### 芸人
- 青野敏行：今治市
- 石倉力（ジョビジョバ）：松山市
- 大木凡人：八幡浜市
- 小田結希（オダウエダ）：西条市
- かんちゃま：松山市
- 木村耕介（元・マッチポンプ）：新居浜市
- きむらバンド（たくろう）：松山市
- 芝大輔（モグライダー）：北宇和郡松野町
- 島田一の介：宇和島市
- せめる。（もも）：松山市
- 高岸宏行（ティモンディ）：西条市生まれ、滋賀県大津市育ち
- テキサス（元・弾丸ジャッキー）：新居浜市
- 武智（スーパーマラドーナ）：松山市
- ぢゃいこ：宇和島市
- テル（元・どーよ）：八幡浜市
- 友近：松山市
- 中野聡子（日本エレキテル連合）：今治市
- 中田カウス（中田カウス・ボタン）：今治市
- ノッチ（デンジャラス）：新居浜市
- ヒコロヒー：松山市
- ポカ（元・チング）：北宇和郡鬼北町
- 本坊元児（ソラシド）：松山市
- まぁこ：四国中央市
- 前田龍二（シモリュウ）：松山市
- 水田信二（元・和牛）：伊予市
- 村上ショージ：今治市
- もっち（むねもっち）：新居浜市
- 山下大車輪（ぶたマンモス）：松山市
- 矢部たかひろ（タンデム・シップ）：今治市
- 横山たかし：伊予郡松前町
- 横山東六（横山ホットブラザーズリーダー）：新居浜市
- 横山ひろし：今治市
- らくさぶろう：大洲市
- 渡部ダイシ（元・キンデルダイク）：松山市

### 俳優
- 蒼木陣：宇和島市
- 麻倉尚太
- 天野伊佐子：松山市
- 彩風咲奈：大洲市
- 池田恵理：松山市
- 石倉力：松山市
- 石田剛太：砥部町
- 石丸幹二：新居浜市
- 伊瀬知悠
- 一色龍次郎：西条市
- 井上音生：松山市
- 井上夏葉：松山市
- 井上正夫：伊予郡砥部町
- 右近健一：松山市
- 宇田恵菜：松山市
- 浦野まつほ：松山市
- えぐさゆうこ：松山市
- 大内照子：伊予郡砥部町
- 大内弘：松山市
- 大澤数人
- 大下源一郎
- 大葉健二：松山市
- 大橋史典（元俳優）
- 大森良一
- 岡本美登：南宇和郡愛南町
- 岡本莉音
- 小沢象
- 片岡栄二郎：久万高原町（旧上浮穴郡久万町）
- 片岡礼子：伊予郡松前町
- 片山由香：松山市
- 桂憲一
- 金丸慎太郎
- 金子正次：松山市(旧温泉郡中島町)
- 花音舞：新居浜市
- 河上君榮：松山市
- 菊池あゆみ：松山市
- 菊原結里
- 岸田実保：新居浜市
- 木野山ゆう
- 桐野洋雄：松山市
- 久世竜：西予市(旧東宇和郡野村町)
- 桑田尚樹：松山市
- 河野まさと
- 河野安郎：宇和島市
- 伍代参平：八幡浜市
- 小林真佐美：松山市
- 近藤誠二：松山市
- 近野成美：新居浜市
- 酒井貴浩：西条市
- 酒井唯菜
- 佐川和正：松山市
- 桜まゆみ：今治市
- 笹岡征矢：松山市
- 紗藤まゆ
- 志賀圭二郎：宇和島市
- 篠原トオル：松山市
- 杉本夏希
- 清家利一
- 曽我部洋士：今治市
- TAKA
- 高見知佳：新居浜市
- 武内亨：今治市
- 武智健二
- 武村陽子
- 谷松香苗
- 玉井晴章：松山市
- 玉井英棋：西条市
- 玉島愛造：宇和島市
- 丹下博喜：松山市
- 栂村年宣
- デイビッド森：今治市
- 土居裕子：宇和島市
- 中泉英雄：四国中央市
- 長戸勝彦：松山市
- 中村大輔
- 中山正幻
- 西興一朗：西条市
- 西本ひろ子：今治市
- 西山浩司：久万高原町(旧上浮穴郡久万町)(東京都世田谷区杉並区・香川県高松市育ち)
- 二宮慶多
- 野口貴史：西条市
- 野村健太郎：松山市
- 林美智子：八幡浜市
- 日ノ西賢一 ：大洲市
- 日向明子：松山市
- 一二三鈴
- 平井雄基
- 藤岡弘、：久万高原町(旧上浮穴郡久万町)
- 藤田峻輔：西条市
- 船戸健行
- 古川伴睦：松山市
- 帆風成海：四国中央市(旧川之江市)
- 堀田竜成：西予市宇和町
- 本田昂也：宇和島市
- 本田礼生：宇和島市
- 正岡邦夫（会社員、元俳優）
- 松木良方：
- 松澤一之：松山市
- 松本怜生：西条市
- 松山容子：松山市
- 真鍋ちえみ：松山市
- 丸一太：松山市
- 丸平峯子：宇和島市
- 丸山定夫：松山市
- 三木弘子
- 瑞生桜子：新居浜市
- 水沼健
- 宮内こずえ：松山市
- 宮内淳 ：伊予郡松前町
- 宮本真希：八幡浜市
- 三好勇太
- 村井成仁：松山市
- 村上穂乃佳
- 森田甘路：新居浜市生まれ[6][7]、東京都育ち[6][7]
- 山﨑玲奈
- 山本まなぶ
- 吉田翔吾
- 吉見一豊

### パフォーマー
- 白濱亜嵐（EXILE/GENERATIONS from EXILE TRIBE）：松山市

### 舞踊・舞踏家
- 篠原さや（元ファッションモデル）

### 歌手
- 秋川雅史：西条市
- 芥川澄夫（トワ・エ・モワ）：西条市
- アジアツインズ 光と風Hi-Fu（双子シンガーソングライター）：松山市
- ANCHANG（SEX MACHINEGUNS）：新居浜市
- 井上昌己：八幡浜市
- 大石昌良 （シンガーソングライター、元Sound Schedule)ボーカル・ギター担当）：宇和島市
- 大野真依（きみとバンド）
- 大橋ちっぽけ（シンガーソングライター）：松山市
- 越智志帆（Superfly）：今治市（旧・越智郡朝倉村）
- 加藤いづみ ：歌手、松山市
- 河合夕子：松山市
- 清原梨央 (きみとバンド、元Someday Somewhere)：東温市
- 谷本久美子：今治市
- Daisy×Daisy Mika：新居浜市
- 中野忠晴
- 日野てる子：松山市
- 松山恵子：福岡県戸畑市（現・北九州市戸畑区）生まれ、宇和島市育ち。
- 水樹奈々：新居浜市
- 三田杏華（演歌）：喜多郡内子町
- 宮内ひろし（鶴岡雅義と東京ロマンチカ）
- 山口由子：松山市
- YU-KI （TRFボーカル）：四国中央市（旧・伊予三島市）

### ミュージシャン
- Anchang（SEX MACHINEGUNSヴォーカル&ギター）：新居浜市
- 魚海洋司 ：八幡浜市
- UMI☆KUUN （シンガーソングライター）：宇和島市
- 大田紳一郎（元BAAD、現doa）：宇和島市
- オ-タケハヤト（ROCK'A'TRENCHドラム）：新居浜市
- 大友治隆（元WIZKIDSギタリスト）
- 大森靖子（シンガーソングライター）：松山市
- 岡田勉（ジャズ・ベーシスト）：南宇和郡御荘町（現・愛南町）
- 金戸覚（GRAPEVINEサポートベーシスト、FTK&K）：宇和島市
- 狩姦（陰陽座ギター）：八幡浜市
- 川内亨（12012ドラム）：新居浜市
- 河本あす香（打首獄門同好会ドラム&ヴォーカル）：越智郡上島町
- kyokoono（wafflesヴォーカル）
- 近藤等則 トランペッター、音楽プロデューサー：今治市
- 酒井洋明（12012ギター）：伊予郡砥部町
- 瞬火（陰陽座ヴォーカル&ベーシスト）：八幡浜市
- 須賀憂介（12012ギター）：松山市
- 高橋久美子（作詞家、元チャットモンチードラムス）：宇摩郡土居町（現・四国中央市）
- 田野幸治（ノイズミュージシャン）：喜多郡内子町
- Tetsuco（Peanuts For A Party Boyドラム）
- 友近890（シンガーソングライター）：今治市
- 新田忠弘（新田みかん）（尺八奏者 、元ゲームミュージックの作曲家）：松山市
- 藤田晴彦（ディスクジョッキー、元THE COKESヴォーカル）：今治市
- maki（元Dizzy coreギター）：新居浜市
- 招鬼（陰陽座ギター、瞬火の弟）：八幡浜市
- 宮脇渉（12012ヴォーカル）：松山市
- 34423 （作曲家、電子音楽家）：西予市
- ヤノ（POLYSICSドラムス）：今治市
- 矢野昌大（★AMAGIN★ボーカル）：宇和島市
- yuina（元Dollyギター）
- 結生（メリーギター）：松山市
- rino（CooRie）：新居浜市
- レーモンド松屋 ：西条市
- わたなべヨシコ （ラジオパーソナリティ）：松山市

### バンド
- 12012
- ガンジンルー
- Sound Schedule（vo.大石昌良）
- サニーデイ・サービス（ba.田中貴）
- ジャパハリネット
- Superfly
- チャットモンチー（dr.高橋久美子）
- つばき
- でんしれんぢ
- デューン
- DOG HAIR DRESSERS
- ニッポリヒト
- ランクヘッド
- LONGMAN

### タレント
- 安藤令奈
- 藤岡久美子
- 松島かのん
- 眞鍋かをり：西条市
- 光宗薫（元AKB48）：松山市
- 吉田千晃：松山市
- ラブリ：松山市

### 声優
- 石住昭彦
- 大久保瑠美
- 川本克彦
- 喜安浩平：伊予郡松前町
- 久保さゆり
- 志賀克也
- 神野祐希
- 白石稔：四国中央市（旧・川之江市）
- 玉井勇輝
- 近木裕哉
- 辻あゆみ
- 友近恵子
- 中原麻衣（出生は兵庫県。小学生の一時期、伊方町在住）
- 西川幾雄
- 福島潤
- 堀江瞬 （小学6年生から高校3年生まで愛媛県で暮らす）
- 本田裕之
- 水樹奈々：新居浜市[8]

## マスメディア

### アナウンサー
NHK
- 安部みちこ -（東京アナウンス室）：松山市
- 飯尾夏帆 -（NHK札幌放送局）：新居浜市
- 今井翔馬 -（東京アナウンス室）：松山市
- 荻山恭平 -（NHK松山放送局）：松山市
- 菅康弘 -（NHK理事、元エグゼクティブ・プロデューサー）：今治市
- 首藤奈知子 -（東京アナウンス室、元NHK松山放送局）：松山市
- 永井克典 -（NHK高知放送局）：松山市
- 二宮直輝 -（東京アナウンス室）：伊予市
- 山下信 -（ラジオセンター）：宇和島市
- 結野亜希 - NHK沖縄放送局気象予報士、（松山放送局契約キャスター→首都圏センター→衛星放送局）：松山市

南海放送
- 青木美奈実：松山市
- 江刺伯洋：松山市
- 岡内ひかり：松山市
- 佐伯りさ：松山市
- 白石紘一：今治市
- 清家夕貴：八幡浜市
- 月岡瞳：（南海放送社員・元アナウンサー）：松山市
- 寺尾英子：宇摩郡土居町（現・四国中央市）
- 永野彰子：松山市
- 田中和彦（代表取締役会長）：伊予市
- 松本直幸：松山市
- 山下泰則：南宇和郡愛南町
- 和氣孝治：南宇和郡御荘町（現・愛南町）

テレビ愛媛
- 岡本匡史：（テレビ愛媛社員・元アナウンサー）：松山市生まれ、広島県育ち
- 橋本利恵：松山市
- 堀本直克：（元群馬テレビ）：松山市

あいテレビ
- 岡田麻希：今治市
- 河野未来：西予市
- 山内可菜子：松山市

愛媛朝日テレビ
- 大澤寧工：今治市
- 村上健太郎：今治市

県外の民放局
- 井関裕貴 - 秋田放送、（秋田放送→元あいテレビ）：松山市
- 伊藤大海 - 日本テレビ：新居浜市
- 金子美奈 - 北陸朝日放送：今治市
- 武方直己 - TBSスポーツ局業務推進部次長（元アナウンサー）：東予市（現・西条市）
- 八木菜緒 - 文化放送、（元NHK高知放送局契約キャスター→元テレビ愛媛）：今治市
- 安田由佳 - 長崎国際テレビ制作部スタッフ（元アナウンサー）：川之江市（現・四国中央市）
- 八塚彩美 - 朝日放送：松山市
- 升田尚宏 - 元TBSテレビ社員・元アナウンサー、(元NHKアナウンサー）：伊予郡松前町

フリー・退職者
- 井上愛梨 - フリーアナウンサー（元南海放送→元京都放送→元福井テレビジョン）：今治市
- 宇都宮民 - フリーアナウンサー（元南海放送）：西宇和郡伊方町
- 宇都宮基師（元南海放送）：八幡浜市
- えぐさゆうこ（橋口裕子）- フリーアナウンサー、歌手（元南海放送）：松山市
- 大下香奈（元フリーアナウンサー、元NHK松山放送局キャスター・元テレビ愛媛アナウンサー）：今治市
- 大堀結衣 - フリーアナウンサー（元愛媛朝日テレビ）：松山市
- 戒田節子 - フリーアナウンサー、（元南海放送）：松山市
- 勝恵子 - セントフォース所属のフリーアナウンサー：松山市
- 加藤夏海 - 舞夢プロ所属のフリーアナウンサー（元テレビ愛媛→NHK京都放送局キャスター）：西条市
- 門田洋子 - フリーアナウンサー（元南海放送）：北条市（現・松山市）
- 金原小織 - フリーアナウンサー（元南海放送）：（松山市）
- 川越友佳 - （元NHK松山放送局契約キャスター→元新潟テレビ21→元愛媛朝日テレビ、元フリーアナウンサー）：越智郡波方町（現・今治市）
- 河奈さつき - フリーアナウンサー：宇和島市
- 菊池由貴 -（元南海放送）：西宇和郡
- 木藤たかお - フリーアナウンサー（元ニッポン放送）：松山市
- 小池達子 - 弁護士（元テレビ愛媛→TBS「クイズダービー」の4代目出題アシスタント）：松山市
- 合田みゆき - フリーアナウンサー（元南海放送）：松山市
- 近藤淳子 - ホリプロ所属のフリーアナウンサー（元北陸放送）：宇和島市
- 芝尚子 -　QVCショップナビゲーター（元南海放送）
- 柴田奈津子 - （元セントフォース→元岡山放送→元セントフォース）：松山市
- 仙波紀子 - （元NHK松山放送局契約キャスター）：松山市
- 高橋幸平 -（元テレビ西日本）：新居浜市
- 武内陶子 - フリーアナウンサー（元NHK）：岡山県倉敷市生まれ、大洲市育ち
- 田中千佳 - フリーアナウンサー（元富山エフエム放送→元南海放送、三重エフエム放送、元FM愛媛）：松山市
- 田村麻実 - シー・フォルダ所属のフリーアナウンサー（元NHK高知放送局契約キャスター→元テレビ愛媛→元とちぎテレビ→元あいテレビ）：松山市
- 丹下真奈 - フリーアナウンサー（元南海放送）：松山市
- 鶴木陽子 -（元中京テレビ放送)：松山市
- 徳永悦子 - （元南海放送）：西条市
- 仲田真紀子 - フリーアナウンサー（元セントフォース→元オーケープロダクション）：松山市
- 中塚眞喜子 - 元フリーアナウンサー（元南海放送）：松山市
- 長野翼 - （元フジテレビ）：越智郡関前村（現・今治市）
- 畑嶋恵理奈 - 元フリーアナウンサー（元南海放送）：新居浜市
- 桧垣理奈 - 元フリーアナウンサー（元あいテレビ）：新居浜市
- 福田由香 - シンクバンク所属のフリーアナウンサー（元高知さんさんテレビ→元NHK岡山放送局契約キャスター→元テレビ愛知）：松山市
- 福吉貴文 - ウェザーニューズ所属のキャスター（元テレビ愛媛）：松山市
- 藤村真知子 - 昭和プロダクション所属のフリーアナウンサー：松山市
- 古谷崇洋 - 政治家（元南海放送）：伊予郡砥部町
- 本田朋子 - フォニックス所属のフリーアナウンサー（元フジテレビ）：松山市
- 前田輝 - 元東海テレビアナウンサー：松山市
- 真鍋果夏 - ハルマリ社員（元テレビ愛媛）：松山市
- 水口佳美 - フリーアナウンサー、気象予報士（元愛媛朝日テレビ）：伊予市
- 宮川俊二 - ノースプロダクション所属のフリーアナウンサー（元NHK→日本語講師→フジテレビ専属キャスター→オーケープロダクション）：宇和島市
- 宮嶋那帆 - フリーアナウンサー（元南海放送）：松山市
- 宮本潤子 - フリーアナウンサー（元高知放送）：宇摩郡土居町（現・四国中央市）
- 村上幸司 - 圭三プロダクション所属のフリーアナウンサー（元テレビ愛媛)）：松山市
- 保持卓一郎（元南海放送）：今治市
- 八木菜緒 - BS11アナウンサー（元NHK高知放送局→元テレビ愛媛→元文化放送）：今治市
- 柳田さやか - TBSスパークル（吸収合併前はキャストプラス）所属のフリーアナウンサー、宇宙航空研究開発機構（JAXA）の有人宇宙技術部門に出向、広報担当（元南海放送→フリーアナウンサー(エス・オー・プロモーション)→元南海放送）：松山市
- 柳瀬若菜 - フリーアナウンサー、整理収納アドバイザー（元NHK松山放送局キャスター→元青森朝日放送→元東北放送→元愛媛朝日テレビ→元青森放送）：松山市
- 山岡三子 - セントフォース所属のフリーアナウンサー：松山市
- 山田幸子 - フリーアナウンサー（元テレビ愛媛アナウンサー、プロデューサー）：松山市
- 吉井万結 - フリーアナウンサー（元愛媛朝日テレビ）：今治市
- 渡部剛士 - （元南海放送）：松山市

### プロデューサー
- 清水克彦 - 文化放送記者・プロデューサー：今治市（旧・越智郡大西町）
- 松本美樹 - 元プロデューサー

### 新聞
- 近藤勝重（毎日新聞東京本社・専門編集委員）- 元南海放送記者：新居浜市
- 東玲治：温泉郡南吉井村（旧・重信町、現・東温市）。元サンケイ新聞（現産経新聞）記者。

### ジャーナリスト
- 長井健司（ジャーナリスト）
- 二宮清純（スポーツジャーナリスト）

## スポーツ選手

### 力士
- 朝汐太郎 (初代)：宇和郡（現・八幡浜市)
- 朝潮太郎 (2代)：新居郡（現・西条市）
- 鯉ノ勢寅雄：越智郡乃万村（現・今治市）
- 玉春日良二：東宇和郡野村町（現・西予市）
- 吐合明文：松山市
- 前田山英五郎（第39代横綱）：西宇和郡喜須来村（現・八幡浜市）

### 柔道
- 浅見八瑠奈：伊予市
- 浅見三喜夫：宇和島市九島
- 白石のどか：松山市
- 徳野和彦：伊予市
- 中矢力（2012年ロンドンオリンピック男子73㎏級銀メダル）：松山市
- 南條充寿（柔道女子日本代表監督）：松山市
- 濱田初幸（1979年キューバ国際柔道大会優勝。アトランタ五輪全日本柔道連盟派遣日本代表コーチ）
- 道上伯：八幡浜市
- 宮本樹理：北宇和郡吉田町
- 棟田康幸（2003年世界選手権100kg超級優勝）：松山市

### 剣道
- 大城戸功（剣道・元世界選手権個人優勝）：松山市

### サッカー
- 青野大介：周桑郡丹原町（現・西条市）、サッカー指導者。
- 阿部吉朗：新居浜市生まれ。大阪府、茨城県つくば市育ち
- 伊藤元太：松山市
- 伊藤宏樹：新居浜市
- 井上翔太
- 岩井柊弥：西条市
- 大木勉：松山市
- 大森健作：東宇和郡野村町(現・西予市)
- 岡田慎司：東温市
- 越智亮介：今治市
- 川又堅碁：西条市(元日本代表)
- 菅和範：今治市、広島県竹原市生まれ
- 清川流石：松山市
- 忽那喬司：松山市
- 工藤直人：西条市
- 黒河貴矢：周桑郡丹原町（現・西条市）
- 幸田将和：南宇和郡愛南町
- 近藤貫太：今治市
- 實好礼忠：南宇和郡愛南町
- 武田治郎：松山市
- 津川武久：松山市
- 友近聡朗：松山市
- 長友佑都（FC東京、日本代表）：東予市(現・西条市)[9]
- 鎌田大地（アイントラハト・フランクフルト、日本代表）：伊予市
- 西原誉志：松山市
- 西本直：宇和島市
- 羽田敬介：南宇和郡愛南町
- 東俊希（サンフレッチェ広島）：大洲市
- 福田健二：新居浜市（横浜FC香港、元愛媛FC）
- 福西崇史：新居浜市（元ジュビロ磐田→元東京ヴェルディ1969、元日本代表）
- 藤直也：：新居浜市
- 不老伸行：松山市
- 前野貴徳：松山市(愛媛FC)
- 村上一樹：松山市
- 森岡茂：大洲市、サッカー指導者。
- 渡邊創太：今治市(元愛媛FC→MIOびわこ滋賀)
- 渡邉亮太：今治市、(元FC今治)

### バレーボール
- 楠原千秋（ビーチバレー）：松山市
- 佐伯美香（ビーチバレー）：松山市
- 髙橋慎治(元NECブルーロケッツ）：松山市、ジェイテクトスタッフ。
- 髙橋幸造（元豊田合成トレフェルサ）：松山市
- 徳野涼子（ビーチバレー）：松山市
- 宮崎謙彦（元パナソニックパンサーズ）：西条市

### バスケットボール
- 青木節子：南宇和郡城辺町(現・愛南町)
- 青野文彦：周桑郡小松町(現・西条市)
- 井上聡
- 梅木千夏（トヨタ自動車アンテロープス）：松山市
- 菅裕一（日立サンロッカーズ）：松山市
- 葛原大智（レバンガ北海道）
- 近藤楓（トヨタ自動車アンテロープス）：四国中央市
- 近平奈緒子（シャンソンVマジック）：松山市
- 俊野達彦（群馬クレインサンダーズ）：松山市
- 苗田未来（シャンソンVマジック）：松山市
- 野田裕子（日立ハイテク クーガーズ）：新居浜市
- 藤原有沙（デンソーアイリス）：四国中央市

### 卓球
- 小野誠治（元世界選手権シングルス優勝）：西予市
- 塩見真希
- 伊藤（山泉）和子：大阪府生まれ、北宇和郡津島町（現宇和島市）に移住

### ボクシング
- 門田新一：伊予郡松前町
- 白石聖：新居浜市
- 垂水稔朗：新居浜市
- 塙英理加（元女子プロボクサー）：伊予郡砥部町
- 浜田吉治郎（元アマチュアボクサー）：松山市
- 升田貴久：松山市
- 三迫仁志：新居浜市
- 三迫将弘：新居浜市

### プロレスラー
- 上村優也（新日本プロレス）：今治市
- 沖野小百合（女子プロレスラー）：喜多郡五十崎町（現・内子町）生まれ、茨城県取手市出身
- 垣原賢人：新居浜市
- 木村健悟（元大相撲力士）：新居浜市
- 新納刃（旧リングネーム：円華）：松山市
- 田中翔（ジュニアヘビー級）：宇和島市
- 藤田あかね(プロミネンス)：松山市
- 八木淳子：松山市
- ライジングHAYATO（愛媛プロレス）：松山市

### 格闘技
- 石井和義（空手家、正道会館設立者）：北宇和郡三間町（現・宇和島市）
- 上松大輔（チームドラゴン選手）：松山市
- 漆谷康宏（総合格闘家）：川之江市（現・四国中央市
- 岡田敦子（キックボクサー）：松山市
- 高見彰（空手家、空手道 高見空手）：宇和島市
- 高見成昭（空手家、空手道 高見空手）：宇和島市
- 二宮城光（空手家）：八幡浜市
- 松本慎吾（アマチュアレスリング選手）：宇和島市
- 村上竜司（空手家、士道館 村上塾、塾長）：西条市
- 矢原美紀夫（空手家）
- 山下志功（総合格闘家）：伊予市

### プロ野球
- 有馬惠叶（中日ドラゴンズ）：宇和島市
- 安樂智大（メキシコシティ・レッドデビルズ）：松山市
- 糸川亮太（埼玉西武ライオンズ）：四国中央市
- 澤田圭佑（オリックス・バファローズ、千葉ロッテマリーンズ）：松山市
- 上甲凌大（横浜DeNAベイスターズ）：西予市
- 代木大和（読売ジャイアンツ）：四国中央市
- 髙太一（広島東洋カープ）：新居浜市
- 土居豪人（石狩レッドフェニックス）：宇和島市
- 村上喬一朗（オリックス・バファローズ）：松山市
- 矢野泰二郎（東京ヤクルトスワローズ）：今治市

#### 元選手
- 阿部健太：松山市
- 飯尾尊雄：西条市丹原町
- 飯尾為男：新居浜市
- 伊賀上良平：伊予郡松前町
- 今井圭吾：伊予郡松前町
- 岩村明憲（元ヤクルト、タンパベイ・レイズなど、現福島ホープス監督）：宇和島市
- 岩村敬士：宇和島市
- 鵜久森淳志（元北海道日本ハムファイターズ、元東京ヤクルトスワローズ、外野手、内野手）：松山市
- 宇佐美敏晴（元巨人、投手）：西条市
- 梅田浩：松山市
- 大本将吾：西条市
- 大山貴広：大洲市
- 沖原佳典：松山市
- 越智大祐：越智郡菊間町(現・今治市)
- 景浦將：松山市
- 鎌倉健：川之江市（現：四国中央市）
- 熊代聖人（元西武、現コーチ）：上浮穴郡久万高原町
- 河埜和正（元巨人遊撃手・コーチ）：八幡浜市
- 河埜敬幸：八幡浜市
- 佐野慈紀（元近鉄・中日など、投手）：松山市
- 芝正：北宇和郡広見町（現・鬼北町）
- 島原幸雄：松山市
- 鈴木皖武（元国鉄・阪神、現ロッテスカウト）：四国中央市
- 高井保弘：今治市
- 高木啓充：松山市
- 高橋勇丞：川之江市（現・四国中央市）
- 武内和男：
- 千葉茂：西条市
- 筒井和也：伊予市
- 続木敏之：新居浜市
- 坪内道則（道典）：伊予郡郡中町（現・伊予市）
- 中村信一：
- 西川慎一：大洲市
- 西原圭大：今治市
- 西本明和：松山市興居島
- 西本聖：松山市興居島
- 西山道隆（元愛媛マンダリンパイレーツ・ソフトバンク、投手）：松山市
- 野口茂樹：東予市（現・西条市）
- 橋本将：宇和島市
- 平井正史：宇和島市
- 藤井秀悟：伊予市
- 藤田元司（元巨人投手・監督）：越智郡宮窪村四阪島生まれ、新居浜市出身
- 藤本定義：松山市
- 藤本修二：今治市
- 藤原満：松山市
- 古沢憲司（元西武・阪神・広島、投手）：新居浜市
- 塀内久雄：西予市
- 前田康介：松山市
- 松下圭太：西宇和郡伊方町
- 水口栄二：八幡浜市
- 宮出隆自：宇和島市
- 森茂雄：松山市
- 森本潔：西条市
- 山部太：八幡浜市
- 山村路直：伊予郡松前町
- 吉見宏明（元台湾プロ野球統一、内野手）
- 渡辺省三：西条市

### 高校野球（監督）
- 一色俊作（元松山商業、新田）：松山市
- 近藤兵太郎（元松山商業（初代監督）、新田(初代監督)、嘉義農林学校）：松山市
- 澤田勝彦（元松山商業、元北条）：松山市
- 上甲正典（元済美）：北宇和郡三間町（現・宇和島市）
- 馬淵史郎（高知 明徳義塾）：八幡浜市

### ラグビー
- 阿部恵（女子ラグビー選手）
- 木本建治（日本代表選手、早稲田大学監督）
- 忽那健太(元Honda Heat所属)：松山市
- 栗原誠治（日本代表選手）：
- 西井利宏
- 三好優作：川之江市(現・四国中央市)
- 村上翔梧
- 向井昭吾（日本代表選手、日本代表監督、東芝府中監督、コカ・コーラウエストジャパン監督）：伊予市
- 山田生真
- 山本巌（日本代表選手、日本代表監督、サントリー監督、松山大学監督）：
- 綿井永寿（日本体育大学監督）：
- 渡部寛太

### ゴルフ
- 河本結（女子ゴルフ）：松山市、松山聖陵高校　日本体育大学
- 松山英樹（ゴルフ）：松山市

### 陸上競技
- 大平美樹（女子長距離走・マラソン）：北宇和郡吉田町（現・宇和島市）
- 鈴木健吾(男子長距離・マラソン)：宇和島市
- 土佐礼子（女子長距離走・マラソン）：愛媛県松山市（現・北条市）
- 真木和（女子長距離走・マラソン）：越智郡波方町（現・今治市）
- 向井裕紀弘（男子1600mリレー→元競輪選手）：今治市[10]
- 村上幸史（男子やり投）：越智郡生名村（現・同郡上島町）

### 重量挙げ
- 真鍋和人（重量挙げ）：新居浜市

### 体操・新体操
- 大塚裕子：北宇和郡吉田町（現・宇和島市）[11]
- 河野昭（1956年メルボルンオリンピック体操団体銀メダル）：宇和島市
- 山下治廣（1964年東京オリンピック金メダリスト、山下跳び）：宇和島市

### 水泳
- 田口信教（1972年ミュンヘンオリンピック100m平泳ぎ金メダリスト）：周桑郡壬生川町（現・西条市国安）
- 山口尚秀（2020年東京パラリンピック100mバタフライ金メダリスト）：今治市
- 吉村昌弘（1956年メルボルンオリンピック200m平泳ぎ銀メダリスト）：宇和島市

### 自転車競技

#### 競輪
- 伊藤豊明：今治市
- 梶應弘樹
- 松尾智佳：松山市
- 松田孝志
- 松本貴治：松山市
- 向井裕紀弘：八幡浜市
- 吉田実：西条市
- 渡部哲男

### 競艇
- 池千夏（競艇選手）：今治市、2008年より道上千夏
- 平高奈菜（競艇選手）：松山市

### 競馬
- 大澤誠志郎（高知競馬場細川忠義厩舎所属の騎手）:今治市
- 城戸義政（JRA栗東トレーニングセンター所属の騎手）

### ロードレース
- 玉田誠（MOTOGPライダー）：松山市

### ボート
- 武田大作：伊予市

### スノーボード
- 青野令：松山市

### フィギュアスケート
- 島田高志郎：松山市

### 近代五輪
- 平田栄史（近代五種）：八幡浜市

## その他
- 宇都宮とみ子（ジオガイド）：西予市
- 大石誉夫（六代目山口組顧問、大石組組長）：新居浜市
- 福田和子（松山ホステス殺害事件犯人）：松山市

## 愛媛県に居住歴のある人物

### 政治家
- 野田佳彦：政治家、元内閣総理大臣。1982-1983年の9カ月間新居浜市に在住。松下政経塾同期の選挙の手伝いをした。
- 久間章生：政治家。戦時中新居浜市に滞在。
- 久松定武：政治家。元愛媛県知事。
- 宮本顕治：政治家。松山高等学校卒業。

### 実業家
- 生田正治：実業家。日本郵政公社初代総裁、松山北高等学校卒業。
- 江副浩正：実業家。株式会社リクルート創業者。越智郡波方村（現・今治市）生まれ。
- 広瀬宰平：初代住友総理人。9歳のとき、別子銅山の支配人をしていた叔父の北脇治右衛門に連れられて別子に移り、11歳のときに別子銅山に奉公にあがった。
- 丹道夫：実業家。名代富士そばを運営するダイタングループ社長。愛知県名古屋市で生まれ、母の実家がある西条市に転居。
- 福井俊彦：日本銀行総裁。戦時中南伊予村（現伊予市）に疎開。

### パイロット
- 近藤元久：大阪生まれ。航空機初期のパイロット。松山中学卒業。

### 学者
- 池田信夫：経済学者、アゴラ研究所代表取締役社長。元NHK松山放送局職員。
- 住谷悦治：松山高等商業学校（現・松山大学）教授。
- 服部嘉香：国語学者、詩人。日本詩人クラブ理事長。正岡子規の遠戚で、松山中学校出身。

### 教育者
- 加藤彰廉：松山高等商業学校初代校長。
- 由比質：教育者。旧制松山高校初代校長。

### 宗教家
- コーネリア・ジャジソン：女性宣教師、普通夜学会（現・松山学院高等学校）創設者。
- シドニー・ギューリック：アメリカン・ボード宣教師。
- 二宮邦次郎：松山教会牧師、松山女学校（現・松山東雲学園）創設者。
- 山室軍平：今治教会で伝道活動に従事。
- 横井時雄：今治教会牧師。
- 徳冨蘆花：小説家。青春時代の約1年半を今治教会で伝道と英語教師として従事。その後作家活動を始めた。

### 文筆家・漫画家
- 青山淳平：小説家。松山市在住。
- 天野祐吉：コラムニスト。松山南高校卒業。
- 坂村真民：詩人。晩年を松山で過ごした。
- 獅子文六：作家。戦後一時期津島町(現・宇和島市)に滞在。
- 夏目漱石：教師・小説家。武蔵国（現・東京都）生まれ。愛媛県尋常中学校（現・松山東高等学校）に英語教師として赴任する。
- 宮本輝：小説家。幼少の一時期、父の郷里である旧南宇和郡一本松町に隣接する旧城辺町（ともに現・愛南町）に居住。

### 俳人・詩人・歌人
- 中村草田男：中国アモイ出身、伊予郡松前町、松山市育ち
- 松根東洋城：東京の築地に生まれ。松山市育ち

### 芸術家
- 朝倉紀行：作曲家。東京都板橋区生まれ、八幡浜市育ち。
- 麻生圭子：作詞家、エッセイスト。小中学校を壬生川（現・西条市）で過ごす。
- 門田晃介（サックス奏者、元PE'Zサックス）：高校卒業まで東京都日野市育ち[12]。大学に入った頃から実家が松山市[12]。両親が松山市出身[12]。

### 映画監督
- 中野昭慶：特撮監督。日本敗戦のため新居浜市に引揚げして小学校卒業までで過ごす。

### 芸能人・声優
- 石田政博：俳優。兵庫県姫路市出身、松山市で育つ。
- 大友柳太朗：元俳優。松山中学校卒業。
- 加藤茶：芸人。母が新居浜市出身。自身も5歳のときのみに新居浜市で過ごす。
- 北村一輝：俳優。弓削商船高等専門学校中退。
- 佐藤利奈：声優。高校時代を松山市で過ごした。
- 露口茂：俳優。東京都生まれ、松山市育ち。
- 前田裕太：芸人（ティモンディ）。神奈川県相模原市出身、高校時代を松山市で過ごした。
- 明神あい：声優。東京都出身。松山北高等学校卒業。母が松山市出身

### マスメディア
- 大槻隆行：NHKアナウンサー。初任地がNHK松山放送局。
- 川添永津子：フリーアナウンサー。最初の就職先がテレビ愛媛。
- 斉藤初音：中部日本放送アナウンサー。最初の就職先が愛媛朝日テレビ。
- 芳賀健太郎：NHKアナウンサー。初任地が松山局。
- 速水里彩：東海テレビアナウンサー。最初の就職先が愛媛朝日テレビ。
- 矢端名結：フリーアナウンサー。最初の就職先が愛媛朝日テレビ。

### スポーツ
- 岡田武史：元サッカー日本代表監督。FC今治代表。
- 岡本綾子：元プロゴルファー、ゴルフ指導者。今治明徳高等学校卒業。
- 押川清：元アマチュア野球選手。日本初の職業野球チーム「日本運動協会」を創設。愛媛県松山市出身と書いてある資料もあるが、押川家は1880年から宮城県仙台市在住。
- 酒井光次郎：元日本ハムファイターズ、元阪神タイガースプロ野球選手。松山商業高等学校卒業。
- 高見澤安珠：陸上競技選手。松山大学出身。
- 筒井修：元東京巨人軍(現・読売ジャイアンツ)プロ野球選手。松山商業高校卒業。香川県善通寺市生まれ。
- 鶴田義行（1928年アムステルダムオリンピック200m平泳ぎ金メダリスト）：愛媛新聞社に勤務。鹿児島県鹿児島郡伊敷村（現・鹿児島市伊敷八丁目の一部）出身。
- 福井優也：東北楽天ゴールデンイーグルス所属プロ野球選手。済美高等学校卒業。
- ライオン野口：元プロボクサー。知人の誘いで新居浜市に一家で移住。

## 親族が愛媛県出身の人物

### 政治家
- 石原慎太郎：元東京都知事。父の潔が長浜町出身。
  - 石原伸晃：慎太郎の長男、自民党衆議院議員。
  - 石原良純：慎太郎の次男、タレント、気象予報士。
  - 石原宏高：慎太郎の三男、自民党衆議院議員。
  - 石原延啓：慎太郎の四男、画家、美術家。
- 大泉潤：北海道函館市長。母・正子が八幡浜市出身。
- 高市早苗：衆議院議員。両親が松山市出身[13]。

### 軍人
- 澄田睞四郎：陸軍軍人。父方の祖先が宇和島藩士。
  - 澄田智：日本銀行総裁。睞四郎の長男。

### 学者
- 上田紀行：文化人類学者。元愛媛大学助教授。妻は武内陶子。
- 利根川進：生物学者。愛知県生まれ。中学2年生の頃西宇和郡三瓶町（現・西予市）で過ごした。
- 浜矩子：エコノミスト。父が松山市出身。
- 藤田紘一郎：免疫学者。父が大三島出身。

### 教育者
- 大塚節治：同志社総長。旧姓は沖田。中山町の大塚家の養子となり、中山町に籍を置く。

### 俳人・詩人・歌人
- 稲畑汀子：俳人。高浜虚子の孫。
- 高浜年尾：俳人。高浜虚子の長男。
- 種田山頭火：俳人。晩年を松山市で過ごした。
- 坊城俊樹：俳人。高浜虚子の曾孫。
- 星野立子：俳人。高浜虚子の次女。

### 文筆家・翻訳家・漫画家
- 戸田奈津子：通訳。父が西条市出身。
- 得能正太郎：漫画家。ルーツが愛媛県。
- 富岡鉄斎：画家。3番目の妻が長浜（後に実家が砥部に移る）出身。
- 二ノ宮知子：漫画家、夫が西条市出身。
- 橋田壽賀子：脚本家。父が今治市出身[14]。両親の墓が今治市にある。生前に本人も同じ墓に入ると希望して、埋葬された[15]。
- 林芙美子：小説家。実父が桑村郡新町（現西条市）出身。
- 松本零士：漫画家。福岡県久留米市出身。第二次世界大戦中は母親の実家がある愛媛県喜多郡新谷村（現在の大洲市新谷町）に疎開。このときアメリカ軍機動部隊の戦闘機や松山市へ空襲に向かうB29などの軍用機を多数目撃していた。この体験が後の作品に影響を与えたという。

### 作曲家
- 大澤壽人：作曲家。父親が新居浜市出身。

### マスメディア
- 宇垣美里：フリーアナウンサー（元TBSテレビアナウンサー）。母が愛媛県出身[16]。
- 三條雅幸：NHKアナウンサー。妻の鶴木陽子が松山市出身。
- 高橋真理恵：関西テレビアナウンサー。父と叔母（小池達子）が松山市出身。
- 袴田彩会：フリーアナウンサー。元東北放送アナウンサー。今治市生まれ。母が今治市出身で、母方の祖母が今治市在住[17]。姉はタレントの葉加瀬マイ。
- 藤井恒久：日本テレビ社員、元アナウンサー。両親とそれぞれの祖父母が愛媛県出身。
- 松平定知：元NHKアナウンサー。松平定勝を祖とする伊予松山藩久松松平家の分家旗本の子孫にあたる。

### 芸能人・声優
- 石原裕次郎：俳優、歌手。慎太郎の弟。父の潔が長浜町出身。
- 大泉洋：俳優、タレント、司会者。母・正子が八幡浜市出身。
- 岡本信彦：声優、歌手。両親が愛媛県出身。
- 小野賢章：声優、俳優。父が伊予市出身という縁で「ますます伊予市ふるさと観光大使」に任命される[18][19]。
- 片岡鶴太郎：お笑い芸人、画家。元妻が松山市出身。
- 狩野英孝：お笑い芸人、再婚した妻が松山市出身。
- 河北麻友子：モデル。父が今治市出身。
- 国分佐智子：女優。母が愛媛県出身[20][21]。
- 柴田恭兵：俳優、歌手。妻が愛媛県出身。
- 笑福亭鶴瓶：タレント、落語家。妻が松山市、松山東雲高等学校出身[22]。
- 白間美瑠：元NMB48&元AKB48のメンバー。母が愛媛県出身。
- せいや：お笑いコンビ霜降り明星のボケ担当。父が川之江市（現・四国中央市）出身。
- 駿河太郎：ミュージシャン、俳優、母が松山市、松山東雲高等学校出身。
- 曽我部優芽：NGT48のメンバー。父親が西条市出身。
- 高橋克実 ：俳優。義理の弟が野村町（現・西予市）出身[23][注 1]
- 武田舞彩：GEMのメンバー。母が愛媛県出身。
- 鶴崎修功：クイズプレイヤー、タレント。父・鶴崎展巨が松山市出身。
- 葉加瀬マイ：タレント。母が今治市出身。母方の祖母が今治市在住。妹はフリーアナウンサーの袴田彩会。
- はるな愛：タレント、実業家。父が宇和島市、母が西宇和郡伊方町出身。
- 藤岡真威人、天翔愛、天翔天音：（俳優）、藤岡舞衣：（ファッションモデル）。4名共藤岡弘、の子供。父が上浮穴郡久万町（現・久万高原町）出身。
- 愛実：女優、タレント。父親が愛媛県出身。
- 萬田久子：女優。祖父が川之石町（現・八幡浜市）出身。
- 宮脇健：俳優。父が大洲市出身、母が松山市出身。麗タレントプロモーションの公式プロフィールは愛媛県出身、東京都出身両方の記載あったが、2022年時点でページが削除されている。
- 森律子：元女優。父が愛媛県出身。
- 横内正：俳優、声優。祖父が愛媛県出身で、本人も小学生の頃に一度、愛媛県内郡部の小学校に入学する。

### アダルトタレント
- 桃乃木かな：AV女優 。祖父母が愛媛県在住。

### スポーツ
- 浅越しのぶ：元女子プロテニス選手。祖母が新居大島出身。
- 五十嵐圭：プロバスケットボール選手。妻の本田朋子が松山市出身。
- 内川聖一：元プロ野球選手。妻の長野翼が今治市出身。
- 君原健二：元陸上競技選手。父が松山市（旧・北条市）出身。
- 髙橋大輔：フィギュアスケート選手。父が西条市出身。
- 蝶野正洋：プロレスラー。本籍地は松山市。父が新居浜市出身、母が大洲市出身。祖父が松山市出身。
- 堂林翔太：広島東洋カープ野球選手。祖母が愛媛県在住[24]。
- 古田敦也：元東京ヤクルトスワローズ所属プロ野球選手。野球解説者。父が北宇和郡鬼北町出身。
- 法華津寛：馬術選手、実業家。祖父が吉田町（現宇和島市）出身。

### その他
- 清古尊：手形コレクター。曽祖父で俳人の大本あきらが愛媛県に居住しており、「俳誌 初花」の主宰を務めていた。

## 愛媛県の施設・イベント関係
- 有馬朗人：元政治家、物理学者。愛媛県総合科学博物館初代館長(1994年11月～1998年7月)、名誉館長(2002年4月～)。
- 富永一朗：漫画家。西予市で毎年開かれる「全国かまぼこ板の絵展覧会」初代審査委員長。
- 松居一代：元タレント、元女優、実業家。愛媛女子短期大学特任教授（2010年4月-2012年3月）。
- 山下泰裕：元柔道家。愛媛県武道館名誉館長。

## 架空の人物
- 青井葦人（『アオアシ』）
- 浅尾はな（『おはなはん』）
- 石田鉄男（『キャプテン翼』）
- 愛媛美神（『もえちり!』シリーズの擬人化キャラ）
- 大垣万作（『ドカベン スーパースターズ編』）
- 大西恒平（『バクマン。』）
- 戒能良子（『咲-Saki-』）
- 梶本洋平（『マネーフットボール』）
- 勝田聡子（『ハイスクール・フリート』）
- 沢村翔（『宇宙戦艦ヤマト2199』）
- 猿田昇（『Another』）
- 関口さとみ（『東京ラブストーリー』）
- 滝城太郎（『紫電改のタカ』）
- 武井和人（『キャプテン翼』）
- 伊達宗太郎（本宮ひろ志の漫画『男樹』の主人公・村田京介のライバル）
- 徳島みかん（『ふたつのスピカ』）
- 天雷凛太郎（『バチバチ』）
- 中山桂子（『ナース・ステーション』）
- 永尾完治（『東京ラブストーリー』）
- 服部静夏（『ストライクウィッチーズ 劇場版』）
- 林力也（『GENEZ』）
- マナヒメ（『魔法少女大戦』）
- 三上健一（『東京ラブストーリー』）
- 柳清良（『アイドルマスター シンデレラガールズ』）
- 結城晴（『アイドルマスター シンデレラガールズ』）
- 龍崎薫（『アイドルマスター シンデレラガールズ』）
- 舞浜歩（『アイドルマスター ミリオンライブ!』）
- 若松ムサシ（『ORANGE』の主人公。『プロサッカークラブをつくろう!』04にも登場）